# Zlatoust
Zlatoust (rusă Златоуст) este un oraș din regiunea Celiabinsk, Federația Rusă cu o populație de 188.800 locuitori (2008). El este cunoscut prin producerea de lame de oțel. Orașul este situat într-o regiune centrală din munții Ural, pe malul drept al râului Ai, care este un afluent al râului Ufa. Zlatoust este situat la 1750 km este de Moscova și 110 km vest de Celiabinsk. Orașele din apropiere sunt Kussa, situat la 23 km spre nord-vest, și Miass la 33 km spre sud-est.

## Personalități
- Lidia Pavlovna Skoblikova, patinatoare, campioană olimpică multiplă